# I Did Something Bad
«I Did Something Bad» es una canción de la cantautora estadounidense Taylor Swift, extraída de su sexto álbum de estudio, Reputation. La canción fue escrita por Swift y sus productores, Max Martin y Shellback. Cuenta con una pesada producción electrónica que combina elementos electro-trap, grunge y EDM, incorporando voces manipuladas e instrumentos electrónicos. La letra trata sobre la falta de remordimiento de Swift luego de reconocer sus comportamientos supuestamente ilícitos que causaron sensación, inspirados en los personajes femeninos Sansa y Arya Stark de la serie de fantasía Juego de tronos.
La canción recibió críticas mixtas, los críticos quedaron impresionados por la producción y la autoafirmación de Swift pero criticaron los temas del drama y la venganza. «I Did Something Bad» se ubicó en el número 14 en el Bubbling Under Hot 100 Singles, una extensión del Billboard Hot 100 de Estados Unidos, y en el número cinco en el New Zealand Heatseeker Singles, una extensión del New Zealand Singles Chart. Swift incluyó la canción en la lista de canciones de su Reputation Stadium Tour y la interpretó en los American Music Awards 2018.

## Antecedentes y redacción
Taylor Swift lanzó su quinto álbum de estudio, 1989, en octubre de 2014, con éxito comercial. El álbum vendió más de seis millones de copias en los Estados Unidos y generó tres sencillos número uno de Billboard Hot 100: "Shake It Off", "Blank Space" y "Bad Blood". Swift siguió siendo un objetivo importante de los chismes de los medios durante la promoción de 1989. Tuvo relaciones románticas de corta duración con el productor escocés Calvin Harris y el actor inglés Tom Hiddleston. Su reputación fue manchada por disputas publicitadas con otras celebridades, incluido el rapero Kanye West, la personalidad de los medios Kim Kardashian y la cantante Katy Perry. Swift se volvió cada vez más reticente en las redes sociales, habiendo mantenido una presencia activa con un gran número de seguidores y evitado las interacciones con la prensa en medio de los tumultuosos asuntos.
Concibió su sexto álbum de estudio, Reputation, como una respuesta a la conmoción mediática que rodeaba a su celebridad. Describiendo el álbum como «catártico», Swift siguió la composición de su sencillo de 2014 "Blank Space", en el que satirizó su imagen percibida. Ella dijo: «Tomé esa plantilla de, "Ok, esto es lo que todos están diciendo sobre mí. Permítanme escribir sobre este personaje por un segundo"». El corte final de Reputation consta de 15 canciones, todas coescritas por Swift. Los productores suecos Max Martin y Shellback coescribieron y produjeron nueve canciones, incluida "I Did Something Bad".

## Composición
Swift escribió I Did Something Bad con sus productores, Max Martin y Shellback. La canción tiene una duración de tres minutos y cincuenta y ocho segundos.. Swift desarrolló inicialmente la canción en un piano. En una entrevista con iHeartRadio, Swift explicó que la idea se le ocurrió en un sueño. Ella le describió el concepto a Martin, quien usó la voz de Swift y la modificó para crear el efecto deseado en el post-estribillo.  La pista fue diseñada en MXM Studios en Los Ángeles y Estocolmo. Fue mezclado en Mixstar Studios en Virginia Beach, y masterizado en Sterling Sound Studios en la ciudad de Nueva York.
Billboard describió I Did Something Bad como "electro-trap". El crítico de Rolling Stone Rob Sheffield lo caracterizó como grunge de los noventa, un sonido que recuerda la música de Eddie Vedder y Scott Weiland. Hannah Mylrae de NME, mientras tanto, lo llamó un corte EDM con un estribillo con tintes dubstep. La canción está acompañada por una producción electrónica maximalista, respaldada por un ritmo fuerte, sintetizadores pulsantes, voces manipuladas y un puente modificado con Auto-Tune.
Para la letra, Swift se inspiró en el episodio final de la séptima temporada de la serie de fantasía Juego de Tronos, en el que las hermanas Sansa y Arya Stark juntas traman un plan para asesinar a Meñique por su traición. Las publicaciones de los medios interpretaron I Did Something Bad como la respuesta de Swift al tumultuoso escrutinio de los medios sobre su vida personal y su celebridad, afectada por las disputas publicitadas y las relaciones con otras celebridades. En la canción, Swift interpreta a un personaje segura de sí mismo que no se disculpa por su éxito y desafía a sus detractores. Ella le dice a un hombre que se enojó con ella: «No me arrepiento ni un poco/porque se lo esperaba»." También insinúa que las mujeres fuertes a menudo son castigadas por la sociedad: «Están quemando a todas las brujas, incluso si no lo eres / Adelante, enciéndeme». La letra «Si un hombre habla mierda, entonces no le debo nada» marca la primera vez que Swift usó blasfemias en una canción.

## Lanzamiento y presentaciones en vivo
I Did Something Bad es la canción número tres en Reputation, que fue lanzada en todo el mundo el 10 de noviembre de 2017 por Big Machine Records. Swift incluyó la canción en la lista de canciones de su Reputation Stadium Tour. La canción debutó en el número cinco en New Zealand Heatseeker Singles, una extensión de la New Zealand Singles Chart. In the U.S., it peaked at number 14 on the Billboard Bubbling Under Hot 100, a 25-position extension to the Billboard Hot 100. En los Estados Unidos, alcanzó el puesto 14 en el Billboard Bubbling Under Hot 100, una extensión de 25 posiciones del Billboard Hot 100.
El 9 de octubre de 2018, Swift inauguró los American Music Awards 2018 con una interpretación de I Did Something Bad. La actuación comenzó con la introducción de la canción cuando el escenario apareció en luces rojas. Swift, acompañada de bailarines, actuó frente a una estructura en forma de U, de la que emergió un modelo de una cobra gigante hacia el final. Fue la quinta vez que Swift actuó en los American Music Awards. Algunas publicaciones de los medios de comunicación interpretaron la actuación como una declaración política implícita de Swift, después de que ella respaldara públicamente a candidatos políticos por primera vez para las Elecciones en Estados Unidos en 2018. Mientras tanto, Melissa Locker de Time lo calificó de «decididamente apolítico». Andrew Unterberger, que escribió para Billboard, lo calificó como una de las mejores actuaciones de la ceremonia de premiación. Él lo consideró «apropiadamente masivo, con un ritmo deliberadamente brillante, una pausa perfecta para el efecto después de su letra de 'Si un hombre habla mierda, entonces no le debo nada', y el mejor uso de una enorme serpiente en los premios desde Britney Spears en 2001».

## Recepción de la crítica
I Did Something Bad recibió críticas mixtas. Leah Greenblatt de Entertainment Weekly señaló la pista como un ejemplo de la nueva actitud desafiante de Swift en Reputation, donde hace canciones confesionales sobre «la seducción, el alcohol y el abrumador aislamiento de la fama», que no muestra con éxito las habilidades de Swift como compositora. Jordan Bassett de NME estuvo de acuerdo, llamándola la canción que representa el álbum.. Escribiendo para Slant Magazine, Sal Cinquemani observó que I Did Something Bad es una de las canciones que hacen que Reputation sea «impenetrable», dejando a los oyentes en la «búsqueda de la humanidad». En una reseña de Consequence of Sound, Jeoff Nelson consideró que la canción era un intento fallido de «ese sonido más grande, más amplio y más fuerte» en la música pop, y la calificó como una versión inferior del álbum Melodrama de Lorde.
Por el lado positivo, Raise Bruner de Time elogió la letra por presentar «imágenes ardientes». Nate Jones de New York opinó que I Did Something Bad debería haber sido el sencillo principal de Reputation en lugar de Look What You Made Me Do, y escribió: «No solo "Something Bad" vende mucho mejor la falta de remordimiento, sino que golpea más fuerte que cualquier otra canción en la radio pop este verano, excepto Bodak Yellow». Rob Sheffield de Rolling Stone dijo: «Esto solo está esperando a que ella lo convierta en un monstruo de guitarra en vivo que golpea la cabeza».

## Créditos y personal
Los créditos se adaptan de las notas de Reputation.
Estudio
- Diseñado en MXM Studios (Los Ángeles, California; Estocolmo, Suecia)
- Mezclado en MixStar Studios (Virginia Beach, Virginia)
- Masterizado en Sterling Sound Studios (Nueva York)

Personal
- Taylor Swift - compositora
- Max Martin - productor, compositor, programación, teclados
- Shellback - productor, compositor, programación, teclados
- Sam Holland - ingeniero
- Michael Ilbert - ingeniero
- Cory Bice - ingeniero asistente
- Jeremy Lertola - ingeniero asistente
- Serban Ghenea - mezcla
- John Hanes - ingeniero de mezcla
- Randy Merrill - masterización

## Listas
| Lista (2017)                                       | Posición más alta |
| -------------------------------------------------- | ----------------- |
| New Zealand Heatseeker Singles (Recorded Music NZ) | 5                 |
| US Bubbling Under Hot 100 (Billboard)              | 14                |